# شبانگاه (رمان)
شبانگاه رمانی علمی-تخیلی نوشتهٔ آیزاک آسیموف و رابرت سیلوربرگ است. این رمان به صورت فیلم تلویزیونی هم درآمده که البته اصلاً به داستان و هدف آن وفادار نبوده است.

## داستان
در سیارهٔ کالگاش حیات هوشمند انسانی برقرار است. سیاره‌ای که ساکنانش از نژاد بشر هستند ولی یک تفاوت عمده با زمین دارند: این سیاره دارای شش خورشید است که با حضور مداوم خود در آسمان این سیاره باعث شده‌اند تا همواره روز حاکم باشد.
احداث یک تونل وحشت در پارک بازی‌ها سرآغاز ماجرا می‌شود، کسانی که بعد از سفری ۱۵ دقیقه‌ای از انتهای دیگر تونل خارج می‌شوند در حال عادی نیستند، بیماران روانی هستند که به سر حد جنون رسیده‌اند. در این میان دکتر «شرین ۵۰۱» به دنبال کشف دلیل‌این‌رفتاراست.
در سمت دیگر سیاره، باستان‌شناسی به نام «سیفرا ۸۹» شهری چند طبقه با ویژگی مشترکی در میان تمام طبقاتش کشف می‌کند؛ همه طبقات آن سوخته‌اند.دراین شهر لوحه‌هایی سنگی یافت می‌شود که‌رمزگشایی آنان برخی نظرات دیگر را تأیید می‌کند. به علاوه فاصلهٔ زمانی بین هر دو آتش‌سوزی متوالی حدود بیست هزار سال است.
در شهر سارو سازمان مذهبی افراطی به نام «ماندیور» اعتقاد دارند که پس از گذشت ۲۰۴۹ سال یا یک سال مقدس، شعله‌هایی از آسمان فرو خواهند ریخت که تمام سیاره را در کام خود فرو خواهند برد. این گروه اعتقادات خود را بر مبنای کتاب مقدس خویش به اسم مکاشفات بنا نهاده است.
در رصدخانه دانشگاه سارو، ستاره‌شناس جوانی به نام «بنیای ۲۵» متوجه تناقضی در میان محاسبات تجربی با تئوری جاذبه عمومی سیاره می‌شود، به همین دلیل تحقیقات وسیعی در رابطه با این تئوری شکل می‌گیرد. در مسیر تحقیقات فرضیه‌ای هوشمندانه ارائه می‌شود که توسط محاسبات جدید نیز تأیید می‌شود، فرضیه‌ای که خرافه پنداشته می‌شود. بر طبق این فرضیه هر بیست هزار سال یکبار در یک روز، تمام شش خورشید سیاره، در یک سو قرار می‌گیرند و شب ناپایدار اما تیره‌ای بر سیاره حاکم می‌شود.
این گروه‌های مختلف در جریان پیشرفت تحقیقات خود به منظور پرده برداشتن از معماهای داستان در کنار هم قرار می‌گیرند.